# Observatoire de l'université York
L'observatoire de l'université York est un centre de recherche astronomique canadien opéré par l'université York, à Toronto, en Ontario.